# Lauricocha
Lauricocha est un village des hauts plateaux andins centraux du Pérou.

## Géographie
Lauricocha est situé sur les rives du Lac Lauricocha dans la région de Huánuco. La paroisse se compose d'une demi-douzaine de maisons, dispersées à une altitude de 3 850 m dans une zone peu peuplée près du village d'Antacolpa et à 25 km au nord-ouest de Yanahuanca (en), la capitale de la province de Daniel Alcides Carrión.
À 25 km à l'ouest de la paroisse se trouve le Yerupajá (6 634 m) qui est la plus haute montagne de la Cordillère Huayhuash et parmi les dix plus hauts sommets d'Amérique du Sud.